# Le Bal Bullier (Küsnacht)
Pour les articles homonymes, voir Le Bal Bullier.
Le Bal Bullier est un tableau réalisé par la peintre Sonia Delaunay en 1913. Cette huile sur toile représente des danseurs au bal Bullier dans un style orphique. Elle est conservée au Merzbacher Kunststiftung, à Küsnacht, en Suisse.

## Expositions
- Apollinaire, le regard du poète, musée de l'Orangerie, Paris, 2016 — n°105.